# Fulga de Sus
Fulga de Sus – wieś w Rumunii, w okręgu Prahova, w gminie Fulga. W 2011 roku liczyła 1875 mieszkańców.